# Jack Stocks
Jack William Stocks fue un deportista británico que compitió en ciclismo en la modalidad de pista. Ganó dos medallas en el Campeonato Mundial de Ciclismo en Pista, plata en 1896 y oro en 1897.

## Medallero internacional
| Campeonato Mundial | Campeonato Mundial     | Campeonato Mundial | Campeonato Mundial |
| Año                | Lugar                  | Medalla            | Competición        |
| ------------------ | ---------------------- | ------------------ | ------------------ |
| 1896               | Copenhague (Dinamarca) | Medalla de plata   | Medio fondo (P)    |
| 1897               | Glasgow (Reino Unido)  | Medalla de oro     | Medio fondo (P)    |